# Дресвянка (Каменський район)
Дресвя́нка (рос. Дресвянка) — село у складі Каменського району Алтайського краю, Росія. Входить до складу Столбовської сільської ради.

## Населення
Населення — 405 осіб (2010; 453 у 2002).
Національний склад (станом на 2002 рік):
- росіяни — 95 %